# Walerij Saryczew (piłkarz)
Walerij Konstantinowicz Saryczew, kor. 신의손, Shin Eui-Son, ros. Валерий Константинович Сарычев (ur. 12 stycznia 1960 w Duszanbe, Tadżycka SRR) – koreański piłkarz pochodzenia rosyjskiego, grający na pozycji bramkarza, reprezentant Tadżykistanu. W 1999 zmienił obywatelstwo na koreańskie.

## Kariera piłkarska

### Kariera klubowa
Wychowanek SDJuSzOR Trudowyje Riezierwy Duszanbe. W 1978 zadebiutował w pierwszoligowym klubie Pamir Duszanbe. W 1981 przeszedł do wyższoligowego CSKA Moskwa, w którym doznał kontuzji obu rąk. Potem bronił barw Torpedo Moskwa. W 1991 wyjechał do Korei Południowej, gdzie podpisał kontrakt z Ilhwa Chunma. Pod koniec lat 90. XX w. większość bramkarzy w klubach południowokoreańskich była obcokrajowcami. Zakazano jednak klubom zatrudniać bramkarzy zagranicznych, dlatego w 1999 Saryczew zdecydował się na zmianę obywatelstwa. Zdał egzamin na obywatelstwo koreańskie i otrzymał imię Shin Eui-Son, co oznacza ręka Boga. W 2000 przeniósł się do Anyang LG Cheetahs. W 2004 zakończył karierę piłkarską w FC Seoul.

### Kariera reprezentacyjna
W 1997 rozegrał 1 mecz w reprezentacji Tadżykistanu.

## Kariera trenerska
W 2005 rozpoczął karierę trenerską. Założył pierwszą w Korei Południowej Szkołę Bramkarzy. Szkolił bramkarzy w klubach FC Seoul, Gyeongnam FC i Daekyo Kangaroos WFC. Od 2009 trenuje bramkarzy w reprezentacji Korei Południowej U-20.

## Sukcesy i odznaczenia

### Sukcesy klubowe
- brązowy medalista Mistrzostw ZSRR: 1988, 1991
- zdobywca Pucharu ZSRR: 1986
- mistrz Korei Południowej: 1993, 1994, 1995, 2000
- zdobywca Pucharu Korei Południowej: 1992
- zdobywca Adidas Cup: 1992
- zdobywca Azjatyckiej Ligi Mistrzów: 1996
- zdobywca Superpucharu Azji: 1996
- zdobywca Interkontynentalnego Pucharu Azji i Afryki: 1996

### Sukcesy indywidualne
- najlepszy bramkarz ZSRR: 1991
- wybrany do listy 33 najlepszych piłkarzy ZSRR: Nr 3 (1990)

### Odznaczenia
- tytuł Mistrza Sportu ZSRR: 1984